# Roystonea regia
Palmier royal
Espèce
Classification phylogénétique
Roystonea regia, communément appelé palmier royal ou palmier royal de Cuba, est une espèce de palmiers appartenant au genre Roystonea.

## Description
Ce palmier pousse jusqu'à une hauteur de 20-25 m environ. Assez svelte, au tronc presque lisse, il a un port élégant qui justifie son nom ainsi que son utilisation décorative dans les zones tropicales touristiques. Le manchon foliaire, lisse et vert, est assez long (environ 2 m).
Les feuilles, dressées ou légèrement retombantes, mesurent jusqu'à 3,5 m de long. Les fleurs blanc-jaunâtre poussent en grande inflorescence très ramifiée portée par la base du manchon foliaire. Elles donnent des fruits rouges, tirant sur le noir à maturité, de forme globuleuse et d'environ 1 cm de diamètre. C'est à maturité que ces fruits sont comestibles.

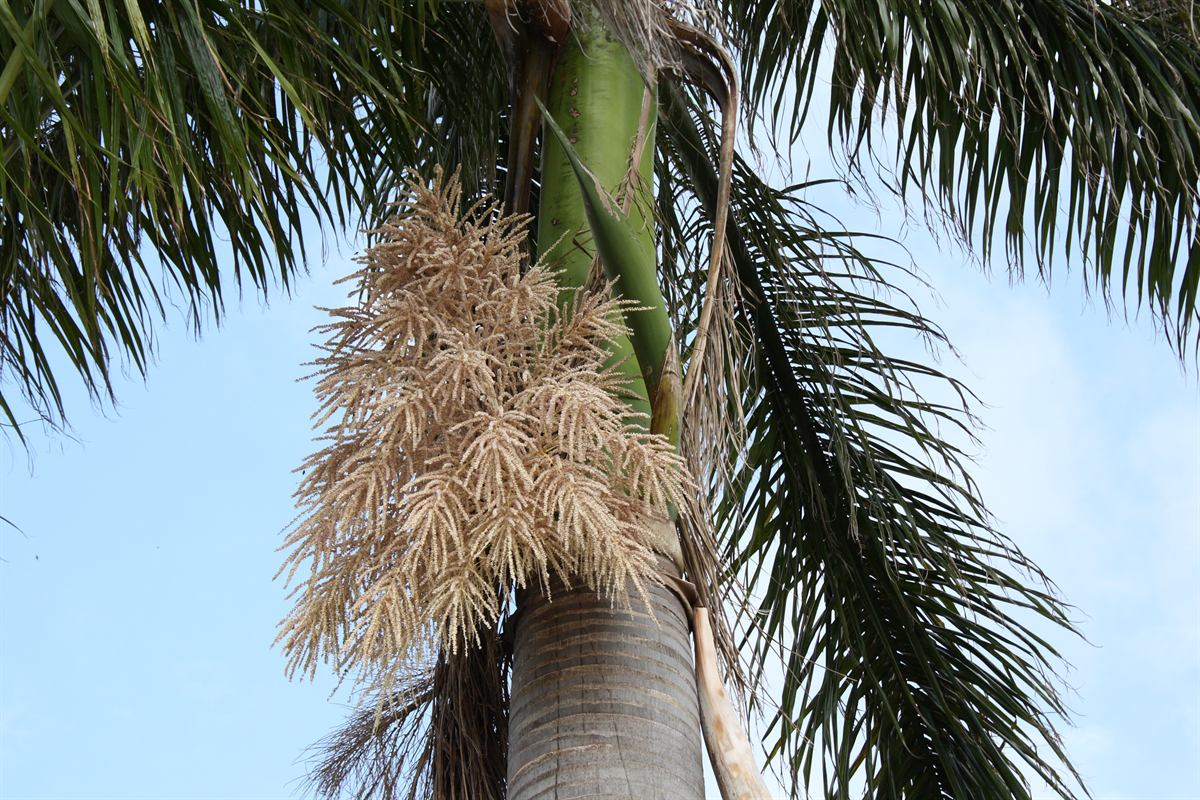
Inflorescence
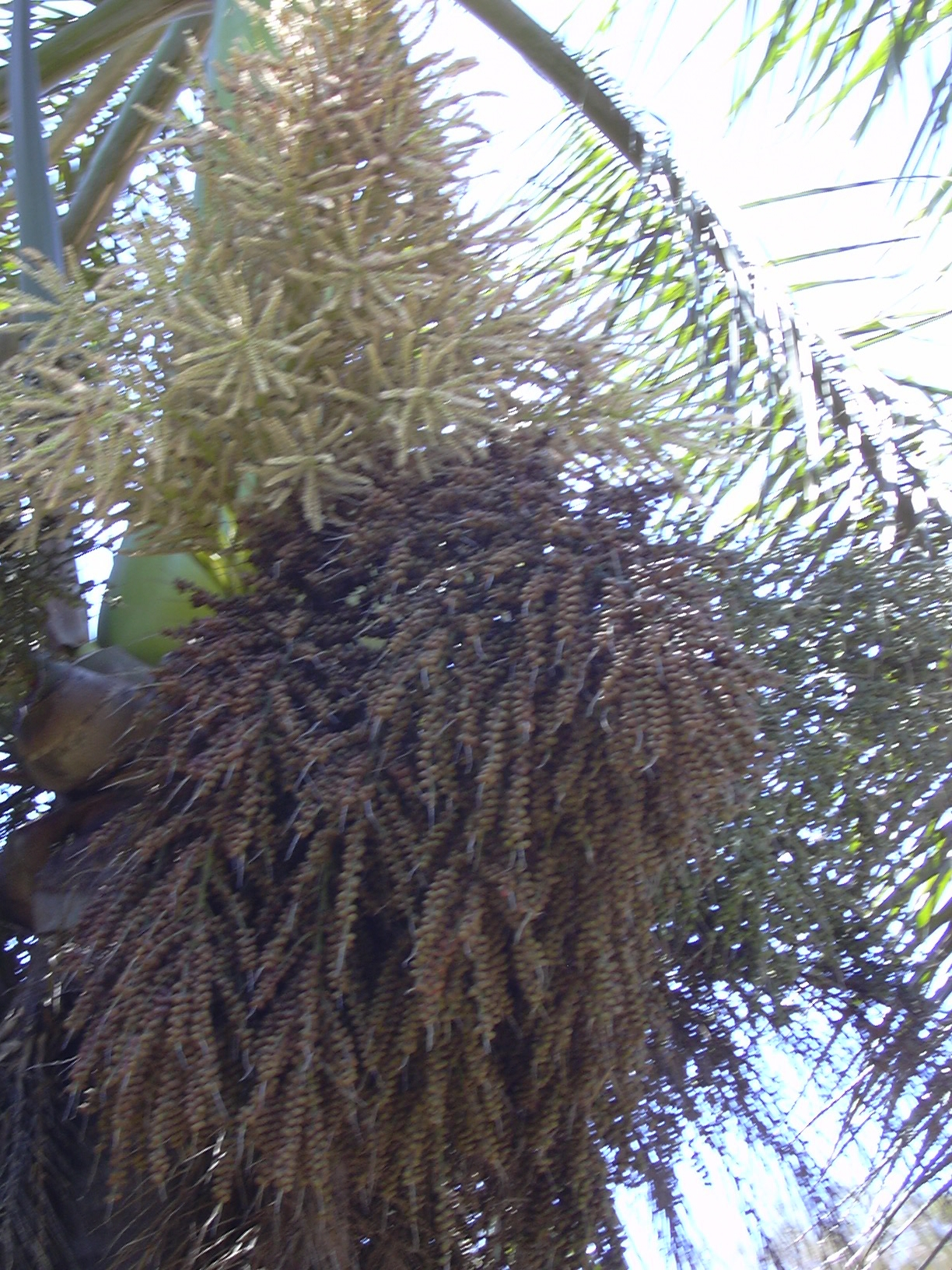
Infrutescence

## Répartition et habitat
Originaire de Cuba, il a été importé en grande quantité en Floride dans les années 1920[réf. nécessaire], et y est maintenant une espèce de palmiers courante. On le rencontre généralement dans toutes les Caraïbes et au Honduras, ainsi que dans les régions touristiques de la plupart des pays tropicaux, y compris dans le bassin indo-pacifique.

## Utilisation

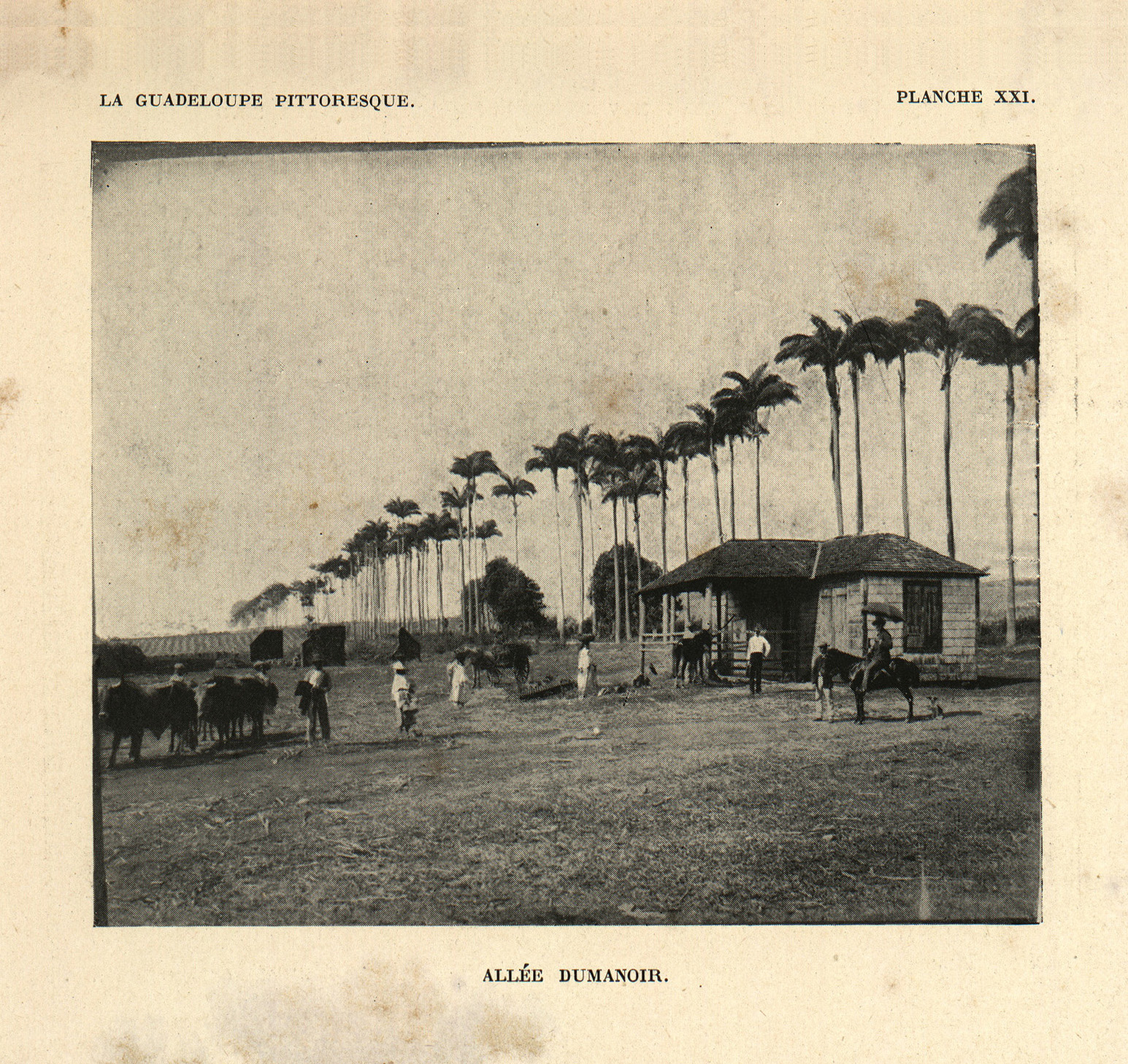
L'allée Dumanoir, plantée d'une rangée de palmiers.

Cet arbre est utilisé en régions tropicales pour décorer parcs et jardins, ou pour border des voies de circulation ou des places.

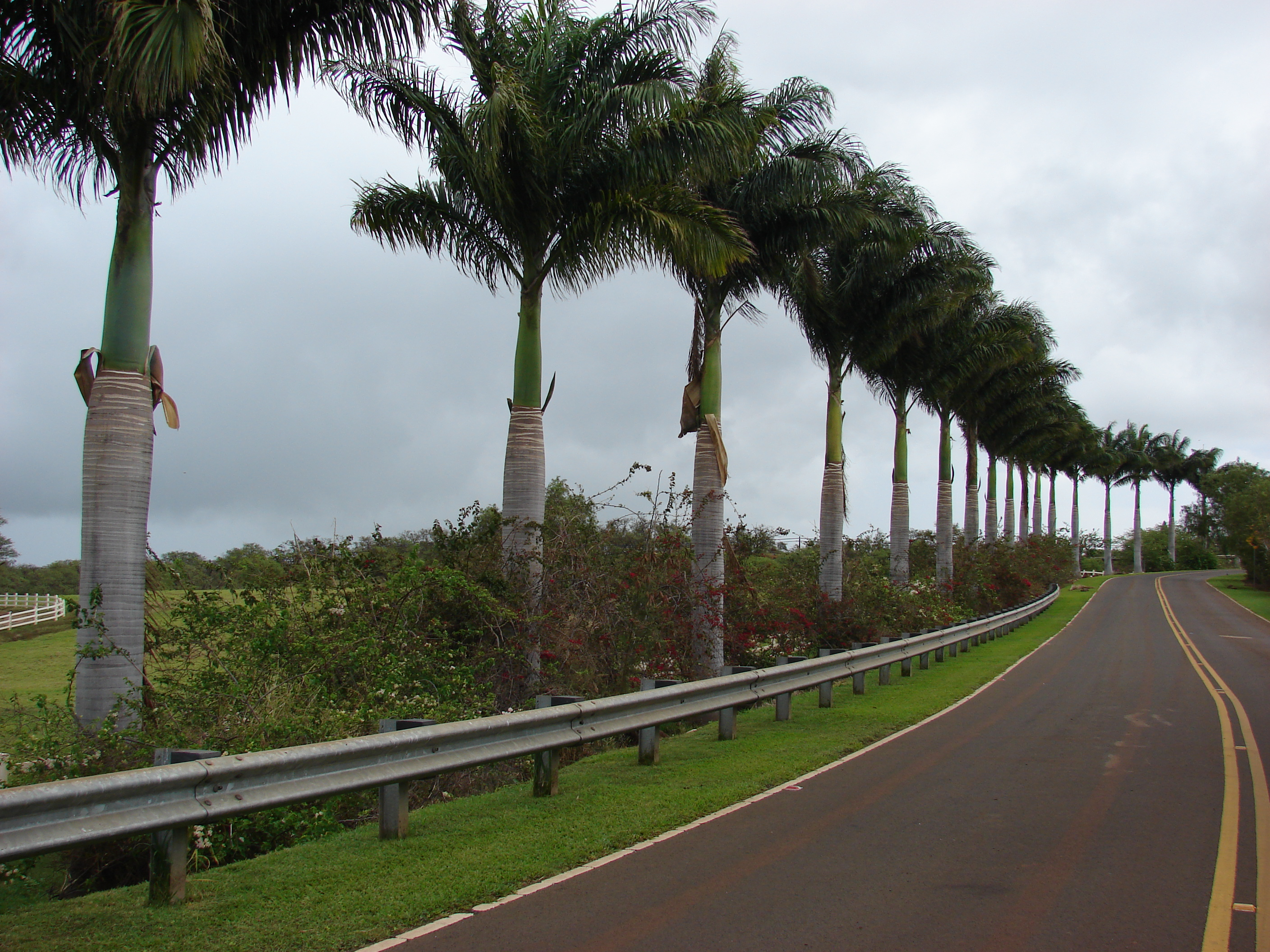
En bordure de route, île de Maui, Hawaii.
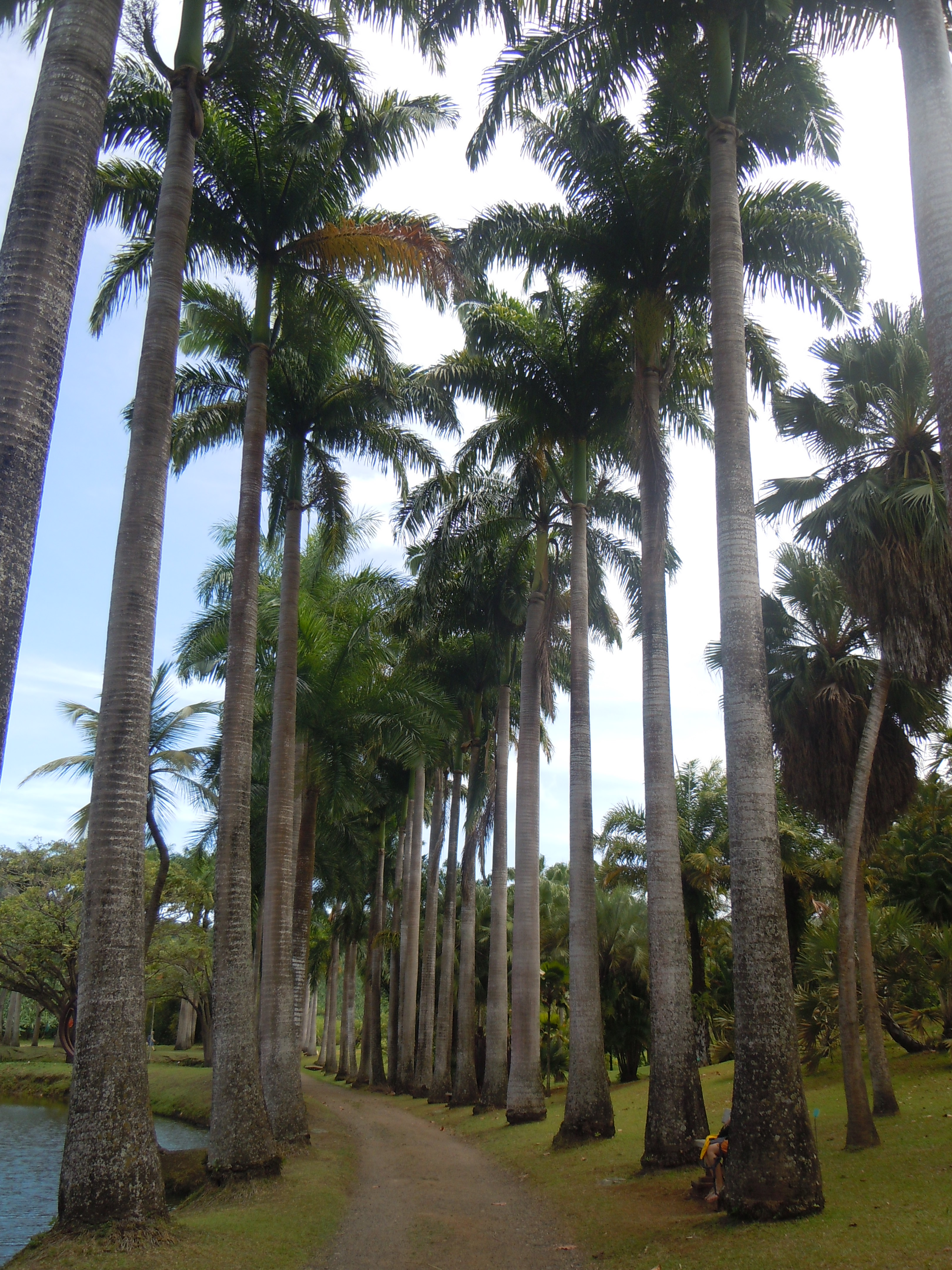
Allée de l'Habitation Clément en Martinique.

## Espèce proche
L'Adonidia merrillii ou Veitchia merrillii ou Normanbya merrillii. Comme son nom vernaculaire l'indique, les proportions de ce palmier royal nain rappellent celles du palmier royal. Néanmoins, il ne dépasse guère 5 m de hauteur et 15 cm de diamètre.
Ses fruits sont ovales de 3 cm de long et de couleur rouge cramoisi à maturité.